# 맷 베빈
매슈 그리즈월드 베빈(영어: Matthew Griswold Bevin, 영어 발음: /ˈmæθjuːˈɡrɪzwɔːldˈbɛvɪn/, 1967년 1월 9일~)은 미국의 정치인이다. 제62대 켄터키주 주지사를 지냈다.

## 학력
- 워싱턴 앤드 리 대학교 동아시아학 학사

## 경력
- 미합중국 육군 대위
- 퍼트넝 인베스트먼트 부사장
- Britney's Wish 회장
- 내셔널 시티 그룹 GM
- 베빈 매뉴팩처링 회장
- 2015.12 ~ 2019.12 제62대 켄터키 주지사

## 논란
- 2018년 4월 16일 "교사 파업으로 성폭행당하는 아동있다" 켄터키주지사 막말 사과

## 역대 선거 결과
| 선거명      | 직책명        | 대수 | 정당   | 득표율 | 득표수    | 결과 | 당락               |
| ----------- | ------------- | ---- | ------ | ------ | --------- | ---- | ------------------ |
| 2015년 선거 | 켄터키 주지사 | 62대 | 공화당 | 52.52% | 511,374표 | 1위  | 켄터키 주지사 당선 |
| 2019년 선거 | 켄터키 주지사 | 63대 | 공화당 | 48.84% | 704,754표 | 2위  | 낙선               |

## 참고 자료
- 위키미디어 공용에 맷 베빈 관련 미디어 분류가 있습니다.